# إس إم ستيشن
محطة إس إم (بالإنجليزية: SM Station)‏ هو مشروع موسيقي رقمي من قبل وكالة إس إم إنترتينمنت الكورية الجنوبية. المشروع ينص على إطلاق أغنية منفردة واحدة كل يوم جمعة ابتداءاً من 3 فبراير 2016. إنتهى الموسم الأول من المشروع في 3 فبراير 2017 مع 52 أغنية. وبدأ الموسم الثاني في 31 مارس 2017.

## التاريخ
تأسس مشروع «إس إم ستيشن» من قبل المؤسس إي سو مان كجزء من مشروع إس إم الكبير «تكنولوجيا الثقافة الجديدة» خلال مؤتمر صحفي عقد في 27 يناير 2016. ويهدف المشروع إلى عرض فنانين ومنتجين إس إم، ويشمل المشروع أيضاً التعاون مع فنانين خارج وكالة إس إم. بدأ المشروع في 3 فبراير 2016 مع إصدار أول أغنية بعنوان «رين» من قبل المغنية كيم تايون. حققت الأغنية نجاحاٌ كبيراً، وتصدرت في مخطط غاون للموسيقى وفازت بالمركز الأول في البرنامج الموسيقى الأسبوعي إنكيغايو.
إنتهى الموسم الأول من المشروع في 3 فبراير 2017 وأصدرت إس إم ألبوم الموسم 1 بنسخة سي دي الذي يحتوي على 52 أغنية و 5أغاني إضافية ويحتوي كذلك على ألبوم صور وخلف كواليس تصوير الفيديو كليبات.

## الجوائز والترشيحات
| السنة | الجائزة                       | الفئة                        | الفنانين                   | الأغنية المرشحة | النتيجة |
| ----- | ----------------------------- | ---------------------------- | -------------------------- | --------------- | ------- |
| 2016  | مل وان ميوزيك أوورد           | أفضل أغنية بالاد             | تايون                      | "مطر"           | رُشِّح     |
| 2016  | مل وان ميوزيك أوورد           | أغنية السنة                  | تايون                      | "مطر"           | رُشِّح     |
| 2016  | جائزة إمنيت للموسيقى الآسيوية | أفضل أداء صوتي لفنانة منفردة | تايون                      | "مطر"           | رُشِّح     |
| 2016  | جائزة إمنيت للموسيقى الآسيوية | هوتيلز كومبايند أغنية السنة  | تايون                      | "مطر"           | رُشِّح     |
| 2016  | جائزة إمنيت للموسيقى الآسيوية | هوتيلز كومبايند أغنية السنة  | إيرك نام x ويندي           | "سبرنغ لوف"     | رُشِّح     |
| 2016  | جائزة إمنيت للموسيقى الآسيوية | أفضل تعاون                   | إيرك نام x ويندي           | "سبرنغ لوف"     | رُشِّح     |
| 2016  | جائزة إمنيت للموسيقى الآسيوية | أفضل تعاون                   | بوا x بينزينو              | "نو ماتار وت"   | رُشِّح     |
| 2017  | جوائز القرص الذهبي            | جائزة بونسانغ الرقمية        | تايون                      | "مطر"           | فوز     |
| 2017  | جوائز مخطط غاون للموسيقى      | أغنية السنة (فبراير)         | تايون                      | "مطر"           | رُشِّح     |
| 2017  | جوائز مخطط غاون للموسيقى      | أغنية السنة (سبتمبر)         | يو جاي سوك x إكسو          | "دانسينغ كينغ"  | رُشِّح     |
| 2017  | جوائز مخطط غاون للموسيقى      | أغنية السنة (نوفمبر)         | كم هي تشول x مين كيونغ هون | "سويت دريمز"    | رُشِّح     |

### البرامج الموسيقية
إنكيغايو
| التاريخ        | الفنان | الأغنية | النتيجة |
| -------------- | ------ | ------- | ------- |
| 14 فبراير 2016 | تايون  | مطر     | فوز     |